# Henry Pellatt
Henry Mill Pellatt (Kingston, Ontário, 6 de Janeiro de 1859 – Mimico, 8 de Março de 1939) foi um bem conhecido financista e soldado canadense.

## Biografia
Foi educado em Upper Canada College, antes de estudar na Universidade de Toronto. Talvez Pellatt seja mais conhecido por ter sido o proprietário de Casa Loma, uma mansão com aparência de castelo que se tornou, por algum tempo, a maior residência da América do Norte.
Sir Henry começou sua carreira de negócios como um acionista da firma Pellatt and Pellatt, de seu pai. Em 1882, ele casou-se com Mary Dodgson, que se tornaria Lady Pellatt quando seu marido foi feito cavaleiro em 1905 por seu serviço no regimento de milícia Queen's Own Rifles. Ele tinha três irmãs e dois irmãos, Fred Pellatt (avô do escritor independente John Pellatt) e Mill Pelatt. O último foi o funcionário encarregado de pagamentos da companhia de luz elétrica de Toronto, um emprego que Sir Henry tinha obtido.
Grande parte de sua fortuna foi adquirida através de investimentos em hidrelétricas e em linhas ferroviárias do Canadá. O alto custo das manutenções para manter Casa Loma, juntamente com a Grande depressão, levaram-no a ter problemas financeiros. A cidade tomou conta de seus negócios relacionados às hidrelétricas, enquanto que seu negócios de aviões foi tomado pelos esforços de guerra durante a Primeira Guerra Mundial. Combinadas, essas dificuldades levaram Pellatt à falência e causaram o abandono de Casa Loma.